# Laurent Michard
Pour les articles homonymes, voir Michard.
Laurent Michard, né le 16 janvier 1915 à Saint-Étienne et mort le 27 février 1984 à Paris, est un professeur et historien de la littérature française.

## Biographie
Il est le fils du capitaine d'infanterie Philibert Jean Marie dit Joannès Michard, né à Aveizieux (Loire) le 14 mai 1866 et mort pour la France, dans les Vosges, le 25 août 1914, et de Marguerite Deslandre, professeur de sciences à l'école normale de Saint-Étienne. Sa famille est originaire d'Aveizieux ; il fréquente l'école du village et il y retourne tout au long de sa vie pendant les vacances. Avec sa sœur aînée Anne-Marie (1910-2008), il est élevé par sa mère seule.
Il fait ses études secondaires au lycée de Saint-Étienne. Élève de l'École normale supérieure, où il entre en 1934, il est reçu premier à l'agrégation de lettres en 1937. Il est nommé professeur de lettres en classes préparatoires au lycée de garçons de Toulouse, où il a ensuite comme collègue André Lagarde. En 1941, il se marie.
Professeur de lettres supérieures, puis de première supérieure au lycée Henri-IV dans les années 1950-1960, Laurent Michard fut avec André Lagarde, alors professeur de lettres supérieures au lycée Louis-le-Grand, l'auteur de manuels scolaires connus sous le nom de Lagarde et Michard, recueils de textes choisis, présentés et commentés des auteurs français, qui servaient de base à l'enseignement de la littérature française dans les lycées.
L’Académie française leur décerne le prix Bordin en 1961 pour Les grands auteurs français. Il devient en 1966 inspecteur général de l'instruction publique. Il est inhumé à Aveizieux aux côtés de son père, de sa mère et de sa sœur.
L'école primaire privée d'Aveizieux porte son nom.

## Ouvrages
La collection de manuels pour les collèges et les lycées est très vite devenue célèbre : couramment appelée « Le Lagarde et Michard » elle retrace les grandes époques littéraires du Moyen Age au XXe siècle. Une référence et un support très utile pour les professeurs et un outil utile pour les élèves.